# Copa Korać 1979-80
La Copa Korać 1979-80 fue la novena edición de la Copa Korać, competición creada por la FIBA para equipos europeos que no disputaran ni la Copa de Europa ni la Recopa. Participaron 37 equipos, dos menos que en la edición anterior. El ganador fue el equipo italiano del Arrigoni Rieti, finalista el año anterior, que derrotó en la final al equipo yugoslavo del KK Cibona. La final se disputó en Lieja.

## Equipos participantes
| Italia              | 4 | Antonini Mens Sana Basket | AMG Sebastiani Rieti     | Jollycolombani Libertas Forlì | Superga Pallacanestro Mestre |
| Yugoslavia          | 4 | KK Radnički               | KK Borac Čačak           | KK Jugoplastika Split         | KK Cibona Zagreb             |
| Grecia              | 4 | Ionikos Nikaias           | Olympiakos Piräus        | Sporting B.C.                 | AEK                          |
| Bélgica             | 3 | CEP Fleurus               | Standard Lüttich BC      | Èveil Monceau                 |                              |
| España              | 3 | CB Cotonificio Badalona   | Joventut Freixenet       | CB Miñón Valladolid           |                              |
| Francia             | 3 | EB Orthez                 | Tours                    | Mulhouse                      |                              |
| Alemania Occidental | 2 | BG Bayreuth               | MTV Wolfenbüttel         |                               |                              |
| Inglaterra          | 2 | Team Fiat Stars Coventry  | Sunblest EPAB Sunderland |                               |                              |
| Turquía             | 2 | Tofaş SK                  | Pınar Karşıyaka          |                               |                              |
| Israel              | 2 | Hapoel Tel Aviv           | Hapoel Haifa             |                               |                              |
| Escocia             | 1 | Dalkeith Saints BC        |                          |                               |                              |
| Suiza               | 1 | BBC Nyon                  |                          |                               |                              |
| Hungría             | 1 | GM Vasas SC               |                          |                               |                              |
| Luxemburgo          | 1 | AS Soleuvre               |                          |                               |                              |

## Primera ronda
| Equipo 1           | Agr.    | Equipo 2             | Ida     | Vuelta |
| ------------------ | ------- | -------------------- | ------- | ------ |
| Miñón Valladolid   | 203–149 | Sangalhos            | 110–71  | 93–78  |
| Sporting           | 137–142 | Bayreuth             | 66–59   | 71–83  |
| Verviers-Pepinster | 119–140 | Antonini Siena       | 63–78   | 56–62  |
| Ionikos Nikaias    | 196–199 | Nyon                 | 113–104 | 83–95  |
| Hapoel Haifa       | 161–163 | Jollycolombani Forlì | 95–84   | 66–79  |
| Maximarkt Wels     | 160–167 | Vasas                | 77–75   | 83–92  |
| Mulhouse           | 172–176 | Team Fiat Stars      | 96–97   | 76–79  |
| Karşıyaka          | 131–151 | CEPF                 | 58–69   | 73–82  |
| Soleuvre           | 158–220 | Wolfenbüttel         | 88–96   | 70–124 |

## Segunda ronda
| Equipo 1             | Agr.    | Equipo 2            | Ida     | Vuelta |
| -------------------- | ------- | ------------------- | ------- | ------ |
| Dalkeith Saints      | 167–233 | Miñón Valladolid    | 86–115  | 81–118 |
| Bayreuth             | 140–187 | Antonini Siena      | 64–103  | 76–84  |
| Nyon                 | 198–218 | Tours               | 102–111 | 96–107 |
| Cotonificio          | 218–156 | Sunderland Sunblest | 120–81  | 98–75  |
| Hapoel Tel Aviv      | 166–165 | Radnički Belgrade   | 86–82   | 80–83  |
| Jollycolombani Forlì | 149–155 | Orthez              | 76–68   | 73–87  |
| Vasas                | 136–150 | Joventut Freixenet  | 78–71   | 58–79  |
| Team Fiat Stars      | 150–158 | Superga Mestre      | 86–79   | 64–79  |
| CEPF                 | 174–195 | Borac Čačak         | 89–84   | 85–111 |
| Ziraat Fakültesi     | 129–255 | Cibona              | 67–120  | 62–135 |
| AEK                  | 154–174 | Wolfenbüttel        | 80–77   | 74–97  |
| Tofaş                | 171–164 | Éveil Monceau       | 99–75   | 72–89  |

Clasificados automáticamente para cuartos de final
- Arrigoni Rieti
- Jugoplastika
- Olympiacos
- Standard Liège

## Cuartos de final
Los cuartos de final se jugaron dividiendo los 16 equipos clasificados en cuatro grupos con un sistema de todos contra todos.
|  | El primer clasificado avanza a semifinales |

|    | Equipo       | PJ | Pts | G | P | PF  | PC  | Dif. |
| -- | ------------ | -- | --- | - | - | --- | --- | ---- |
| 1. | Cibona       | 6  | 11  | 5 | 1 | 576 | 531 | +45  |
| 2. | Cotonificio  | 6  | 10  | 4 | 2 | 547 | 524 | +23  |
| 3. | Orthez       | 6  | 9   | 3 | 3 | 513 | 507 | +6   |
| 4. | Wolfenbüttel | 6  | 6   | 0 | 6 | 466 | 540 | -74  |

|    | Equipo             | PJ | Pts | G | P | PF  | PC  | Dif. |
| -- | ------------------ | -- | --- | - | - | --- | --- | ---- |
| 1. | Arrigoni Rieti     | 6  | 12  | 6 | 0 | 568 | 477 | +91  |
| 2. | Olympiacos         | 6  | 9   | 3 | 3 | 501 | 459 | +42  |
| 3. | Joventut Freixenet | 6  | 9   | 3 | 3 | 487 | 462 | +25  |
| 4. | Tofaş              | 6  | 6   | 0 | 6 | 425 | 583 | -158 |

|    | Equipo          | PJ | Pts | G | P | PF  | PC  | Dif. |
| -- | --------------- | -- | --- | - | - | --- | --- | ---- |
| 1. | Hapoel Tel Aviv | 6  | 9   | 3 | 3 | 549 | 524 | +25  |
| 2. | Antonini Siena  | 6  | 9   | 3 | 3 | 533 | 518 | +15  |
| 3. | Borac Čačak     | 6  | 9   | 3 | 3 | 542 | 547 | -5   |
| 4. | Tours           | 6  | 9   | 3 | 3 | 550 | 585 | -35  |

|    | Equipo           | PJ | Pts | G | P | PF  | PC  | Dif. |
| -- | ---------------- | -- | --- | - | - | --- | --- | ---- |
| 1. | Jugoplastika     | 6  | 12  | 6 | 0 | 590 | 527 | +63  |
| 2. | Superga Mestre   | 6  | 9   | 3 | 3 | 530 | 540 | -10  |
| 3. | Miñón Valladolid | 6  | 8   | 2 | 4 | 586 | 607 | -21  |
| 4. | Standard Liège   | 6  | 7   | 1 | 5 | 551 | 583 | -32  |

## Semifinales
| Equipo 1        | Agr.    | Equipo 2     | Ida   | Vuelta |
| --------------- | ------- | ------------ | ----- | ------ |
| Hapoel Tel Aviv | 161–172 | Cibona       | 81–80 | 80–92  |
| Arrigoni Rieti  | 183–179 | Jugoplastika | 86–75 | 97–104 |

## Final
26 de marzo, Country Hall du Sart Tilman, Lieja
| Equipo 1       | Resultado | Equipo 2 |
| -------------- | --------- | -------- |
| Arrigoni Rieti | 76–71     | Cibona   |

| 26 de marzo de 1980 | Arrigoni Rieti               | 76–71       | Cibona                         | |  |
|                     | Parciales: 35-40, 41-31      |             |                                | |  |
|                     | Estadísticas Lee Johnson, 28 | Reporte Pts | Estadísticas Mihovil Nakić, 21 | Pabellón: Country Hall du Sart Tilman, Lieja Asistencia: 1.500 espectadores Árbitros: Malcolm Heath (ENG), Heinz Schneider (RFA) |  |

| Campeón de la Copa Korać 1979–80 |
| -------------------------------- |
| Arrigoni Rieti 1.er título       |